# 미셸 이즈마일로프
미셸 L. 이즈마일로프(영어: Michelle L. Izmaylov, 1991년 3월 30일 -, 로스앤젤레스)는 미국의 공상과학작가이자 환타지작가이다. 그녀가 쓴 작품 《드림 워치》(The Dream Watch)는 베스트셀러로 알려져 있다. 11살에 처녀작인 《포켓 워치》(The Pocket Watch)를 발표했다. 그리고 3번째 작품 《갤럭시 워치》(Galaxy Watch)는 2009년 1월에 발표하기로 예정되어 있다. 이즈마일로프는 러시아계 미국인 4세이다. 2009년에 알파레타 고등학교(Alpharetta High School)를 졸업할 예정이다.